# Kodachrome (nummer)
"Kodachrome" is een nummer van de Amerikaanse artiest Paul Simon. Het nummer werd uitgebracht op zijn album There Goes Rhymin' Simon uit 1973. Op 19 mei van dat jaar werd het nummer uitgebracht als de eerste single van het album.

## Achtergrond
"Kodachrome" is geschreven door Simon en geproduceerd door Simon en Phil Ramone. Het nummer is vernoemd naar de omkeerfilm Kodachrome, geïntroduceerd door Kodak. Oorspronkelijk zou het nummer "Goin' Home" gaan heten; in een interview vertelde Simon dat deze titel "te conventioneel" was en dat hij uiteindelijk voor "Kodachrome" koos omdat het bijna hetzelfde klonk en omdat dit meer potentieel had. Er bestaan verschillende versies, waarbij slechts een woord is aangepast. Op het album is de regel "everything looks worse in black and white", terwijl tijdens concerten het woord "worse" werd veranderd in "better". Volgens Simon kwam dit omdat hij zelf niet meer wist hoe hij het geschreven had.
"Kodachrome" behaalde de tweede plaats in de Amerikaanse Billboard Hot 100, waarin het enkel van de eerste plaats werd gehouden door "Will It Go Round in Circles" van Billy Preston. Het werd niet als single uitgebracht in het Verenigd Koninkrijk, aangezien het niet door de BBC gedraaid kon worden omdat de titel een merknaam is. Het werd wel uitgebracht als de B-kant van "Take Me to the Mardi Gras". Verder werd het een top 10-hit in onder meer Canada, Frankrijk en Nieuw-Zeeland. In Nederland kwam de single tot respectievelijk de elfde en de vijftiende plaats in de Top 40 en de Daverende Dertig.

## Hitnoteringen

### Nederlandse Top 40
| Hitnotering: 16-06-1973 t/m 28-07-1973 | Hitnotering: 16-06-1973 t/m 28-07-1973 | Hitnotering: 16-06-1973 t/m 28-07-1973 | Hitnotering: 16-06-1973 t/m 28-07-1973 | Hitnotering: 16-06-1973 t/m 28-07-1973 | Hitnotering: 16-06-1973 t/m 28-07-1973 | Hitnotering: 16-06-1973 t/m 28-07-1973 | Hitnotering: 16-06-1973 t/m 28-07-1973 | Hitnotering: 16-06-1973 t/m 28-07-1973 |
| Week                                   | 1                                      | 2                                      | 3                                      | 4                                      | 5                                      | 6                                      | 7                                      |                                        |
| -------------------------------------- | -------------------------------------- | -------------------------------------- | -------------------------------------- | -------------------------------------- | -------------------------------------- | -------------------------------------- | -------------------------------------- | -------------------------------------- |
| Positie                                | 30                                     | 19                                     | 16                                     | 13                                     | 11                                     | 23                                     | 35                                     | uit                                    |

### Daverende Dertig
| Hitnotering: 16-06-1973 t/m 21-07-1973 | Hitnotering: 16-06-1973 t/m 21-07-1973 | Hitnotering: 16-06-1973 t/m 21-07-1973 | Hitnotering: 16-06-1973 t/m 21-07-1973 | Hitnotering: 16-06-1973 t/m 21-07-1973 | Hitnotering: 16-06-1973 t/m 21-07-1973 | Hitnotering: 16-06-1973 t/m 21-07-1973 | Hitnotering: 16-06-1973 t/m 21-07-1973 |
| Week                                   | 1                                      | 2                                      | 3                                      | 4                                      | 5                                      | 6                                      |                                        |
| -------------------------------------- | -------------------------------------- | -------------------------------------- | -------------------------------------- | -------------------------------------- | -------------------------------------- | -------------------------------------- | -------------------------------------- |
| Positie                                | 30                                     | 23                                     | 16                                     | 16                                     | 15                                     | 22                                     | uit                                    |

### NPO Radio 2 Top 2000
| Nummer met noteringen in de NPO Radio 2 Top 2000 | '00  | '01 | '02  | '03  | '04  | '05  | '06  | '07  | '08  | '09  | '10  | '11  | '12  | '13  | '14  |
| ------------------------------------------------ | ---- | --- | ---- | ---- | ---- | ---- | ---- | ---- | ---- | ---- | ---- | ---- | ---- | ---- | ---- |
| Kodachrome                                       | 1273 | 700 | 1243 | 1491 | 1608 | 1726 | 1656 | 1861 | 1618 | 1723 | 1630 | 1793 | 1816 | 1689 | 1981 |

1. ↑  Een vetgedrukt getal geeft de hoogste notering aan.
2. ↑  2000 was het eerste jaar met een notering voor dit nummer.
3. ↑  Deze tabel is bijgewerkt tot en met de laatste editie (2024).